# Corpi armati dello Stato
Per corpi armati dello Stato si intende il complesso delle forze e dei corpi, sia a ordinamento militare sia civile, della Repubblica Italiana che si avvalgono di armi per svolgere i loro compiti istituzionali.

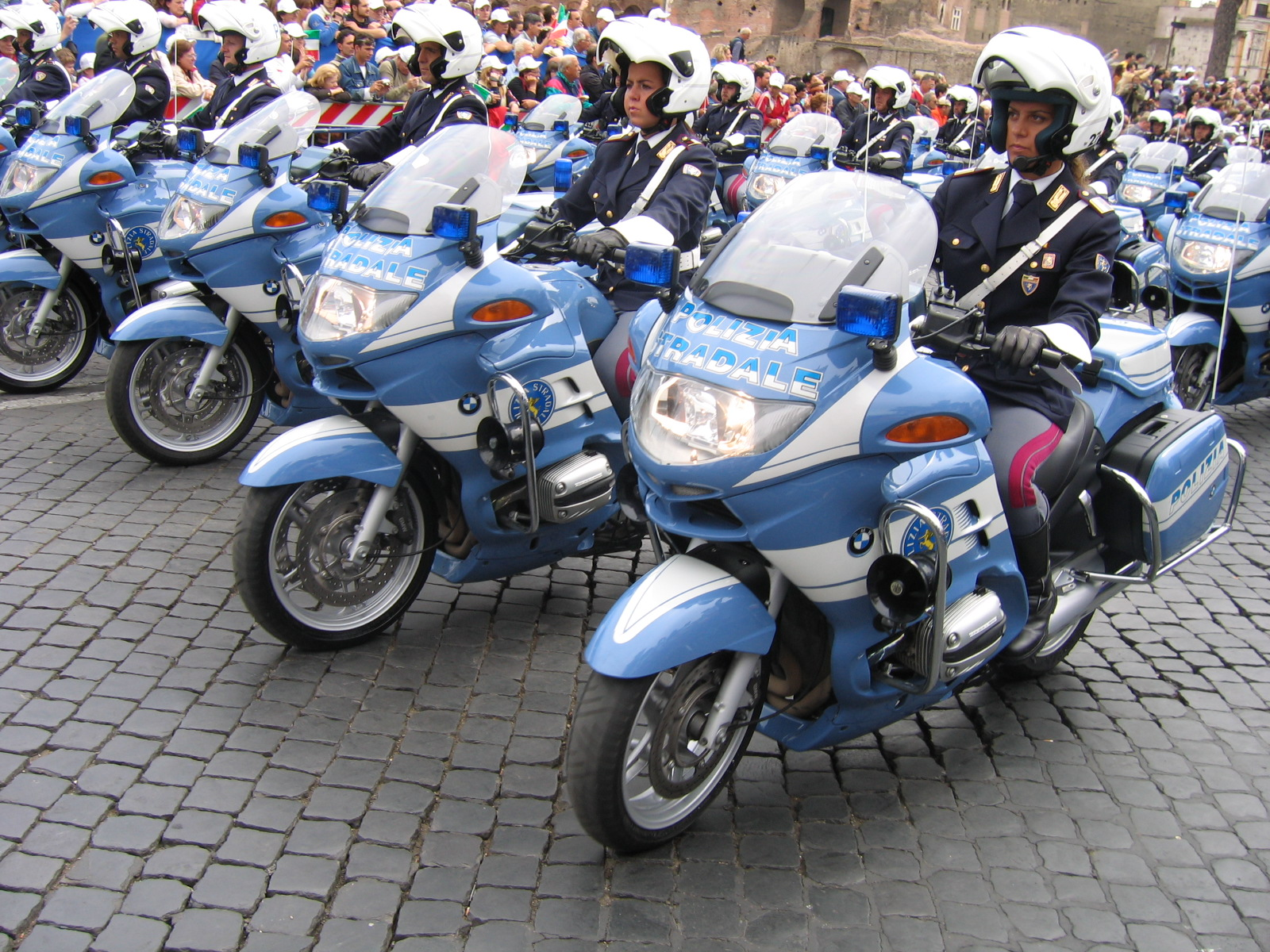
La Polizia di Stato è un corpo di polizia ad ordinamento civile che ha in dotazione armi di servizio

## Classificazione

### Forze armate
- Esercito Italiano;
- Marina Militare;
- Aeronautica Militare;
- Arma dei Carabinieri.
- Guardia di finanza

### Corpi di polizia

#### Corpi di polizia a ordinamento militare
- Arma dei Carabinieri: che è sia una forza armata, anche con compiti esclusivi di polizia militare per tutte le forze armate, sia un corpo di polizia (gendarmeria). Precedentemente Arma dell'Esercito Italiano, con l'emanazione del d.lgs. del 5 ottobre 2000 n. 297, è stata classificata come "forza armata autonoma". Per le funzioni riguardanti l'ordine e sicurezza pubblica dipende funzionalmente dal Ministero dell'interno.
- Guardia di Finanza: forza di polizia a ordinamento militare, con compiti generale in materia economica e finanziaria.[1] Dipende dal Ministero dell'economia e delle finanze. Ha funzioni di polizia giudiziaria, pubblica sicurezza, polizia doganale, polizia militare (per gli appartenenti al corpo). Concorre alla difesa militare dello Stato italiano alle dipendenze funzionali del Ministero della difesa, mentre per le funzioni riguardanti l'ordine e sicurezza pubblica dipende dal Ministero dell'interno.

#### Corpi di polizia a ordinamento civile
I corpi di polizia ad ordinamento civile sono:
- la Polizia di Stato dipendente dal Dipartimento della pubblica sicurezza del Ministero dell'interno, con funzioni di polizia giudiziaria, amministrativa, polizia stradale, di frontiera, ferrovia. La funzione predominante è la gestione dell'ordine e la sicurezza pubblica. Costituita con DPR nr. 121 del 1 aprile 1981, ha preso il posto del soppresso Corpo delle Guardie di Pubblica Sicurezza.
- il Corpo di polizia penitenziaria dipendente dal Ministero della giustizia, con competenze specializzate nei servizi inerenti alla gestione delle persone soggette a restrizioni della libertà personale e delle strutture carcerarie, con l'aggiunta di funzioni di polizia giudiziaria, di pubblica sicurezza, ordine pubblico e di polizia stradale in casi speciali; è una struttura ad ordinamento civile, erede delle tradizioni del Corpo degli Agenti di Custodia, ad ordinamento militare e soppresso nel 1990.
- I corpi di polizia locale in Italia. Infatti, pur dipendendo dai relativi enti locali per i compiti di polizia amministrativa nell'ambito della loro competenza territoriale, per le funzioni di polizia giudiziaria e di pubblica sicurezza sono invece sottoposti all'autorità statale di polizia.

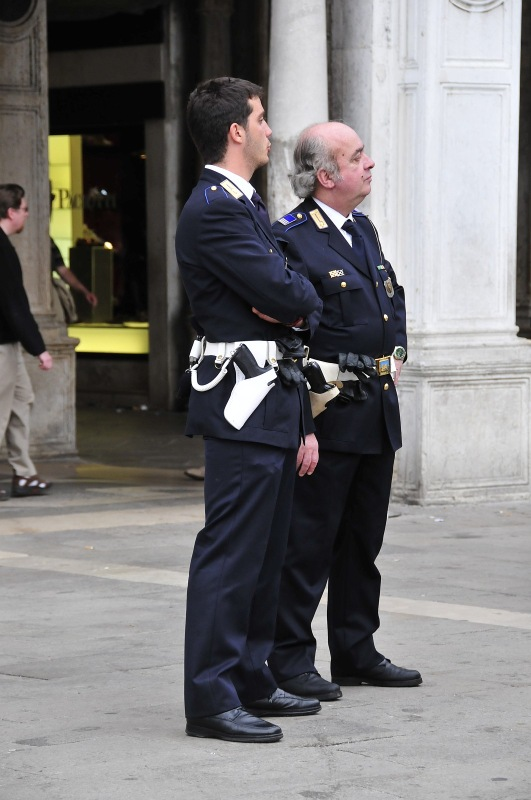
La polizia locale per via dei compiti di sicurezza che ha, è dotata di armi in base a normativa statale, anche se dipende dagli enti locali

## Attribuzioni e competenze
Secondo il DPR 18 luglio 1986, n. 545 ("Approvazione del Regolamento sulla disciplina militare") si stabilisce: